# George Storrs
George Storrs (13 de Dezembro de 1796 - 1879) foi um professor e escritor cristão nos Estados Unidos.

## Biografia
George Storrs nasceu em Lebanon (Nova Hampshire) nos EUA. Filho de Colonel Constant Storrs (um carreteiro no Exército Revolucionário) e de Lucinda Howe. Congregacionalista desde seus 19 anos de idade, George Storrs foi recebido na Igreja Metodista Episcopal e começou a pregar aos 28 anos. Em 1825, Storrs tinha se juntado a Conferência de New Hampshire. Uma das notas de sua biografia diz: "Storrs, enquanto membro da Conferência de Nova Hampshire, era um homem forte, capaz e influente em seus conselhos, e amado pastor de várias igrejas importantes." 
Em 1837, ele encontrou num trem uma cópia de um panfleto publicado por um ex membro da Batista chamado Henry Grew. Tal panfleto criticava as doutrinas tradicionais da imortalidade da alma, e do inferno de fogo. Por três anos ele estudou as questões por conta própria, só falando sobre isso aos outros ministros de sua igreja. No entanto, em 1840, ele decidiu abandonar a Igreja Metodista, sentindo que não poderia permanecer fiel a Deus, se permanecesse nela.
Storrs se tornou então um dos líderes do Movimento do Segundo Adventismo, afiliado a Willian Miller e Joshua V. Himes. Ele começou a publicação de seu próprio periódico religioso intitulado: "Bible Examiner" (O Examinador da Bíblia) em 1843, cuja publicação continuou até 1879 com algumas interrupções. Depois de uma quantidade considerável de estudos, Storrs pregou a alguns adventistas sobre a condição e as perspectivas para os mortos. Seu livro "Six Sermons" (Seis Sermões) explicava suas crenças condicionalistas que culminam hoje na Igreja Cristã do Advento. Os escritos de Storrs influenciaram religiosos como Charles Taze Russell, fundador do movimento dos Estudantes da Bíblia, grupo religioso precursor das modernas e atuais Testemunhas de Jeová.